# Trofors
Trofors – miejscowość (tettsted) w północnej Norwegii, w okręgu Nordland. Ośrodek administracyjny gminy Grane. W 2016 roku miejscowość liczyła 807 mieszkańców.
Miejscowość jest położona u ujścia rzeki Svenningdalselva (płynie od południa) do Vefsna (od wschodu), 39 km na południe od Mosjøen przy linii kolejowej Nordlandsbanen ze stacją Trofors. Przez miejscowość przebiega droga E6, która łączy się z mającą początek w Trofors i biegnącą w kierunku wschodnim przez Hattfjelldal do granicy szwedzkiej drogą krajową nr 73 (Rv 73).
Na północ od miejscowości znajdują się kopalnie galenitu (Svenningdal gruver), czynne w latach 1877–1900.
W Trofors mieszkają bracia bliźniacy Marcus i Martinus Gunnarsen (Marcus & Martinus) – duet wykonujący muzykę pop. Pochodzą oni z miasteczka znajdującego się niedaleko Oslo - Elverum. Wraz z rodzicami i dwiema siostrami (starszą Silie i młodszą Emmą) przeprowadzili się do Trofors w wieku 2 lat.